# フリアン・ロペス・デ・レルマ
フリアン・ロペス・デ・レルマ（Julián López de Lerma Barahona、1987年2月27日 - ）は、スペインの元サッカー選手。エストレマドゥーラ州・バダホス出身。現役時代のポジションはMF。

## 略歴
エスパニョールの下部組織でサッカーを学び、2006年にリーガ・エスパニョーラデビューする。2007年、セグンダ・ディビシオンのセビージャ・アトレティコのリザーブチームにレンタル移籍した。

## 所属クラブ
- RCDエスパニョール　2006-2011

→ セビージャ・アトレティコB　2007-2008（レンタル）
→ パントラキコスFC 2009（レンタル）
- UEルビー 2011